# Стара Србија
Стара Србија је историјски и географски појам, настао у 19. веку под утицајем геополитичких промена које су наступиле стварањем Кнежевине Србије, након чега је за области које су чиниле језгро средњовековне Србије, а које су остале под османском влашћу, почео да се употребљава појам Стара Србија. Просторни опсег појма Стара Србија се у стручној литератури и публицистици употребљава у ширем или ужем значењу. У ужем смислу, појам обухвата Стару Рашку, Косово, Метохију и највећи део Вардарске Србије, данас Вардарске Македоније, док у ширем смислу обухвата целу Вардарску Србију и делове Егејске Македоније.

## Историја
Није утврђено кад се први пут јавља име Стара Србија, бар не у писаним изворима иако је, по свој прилици, тај назив постојао дуже време у народу. Претпоставља се да је у народу настао за време Велике сеобе Срба 1690. године код избеглица и пресељеника на просторе Панонске низије, где се иначе — као на пример, у Славонији, Барањи и Банату у 18. веку предели насељени Србима називају Рацком земљом (Ratzenland, Rassorzag) земљом Рашана — Срба. Ово је проистекло за разлику од ранијег, старог, завичаја одакле је потекла сеоба под патријарсима Арсенијем III и Арсенијем IV. У делима Јакова Игњатовића на неким местима — век и по после Велике сеобе — управо се апострофирао овај појам старог завичаја на Балкану — од новог завичаја у Хабзбуршкој монархији, и то под општим називом Старе Србије. Ипак овај појам није обухватао одређени географски појам већ је означавао генерално стари завичај.
Међутим прави историјски смисао појма и термина Стара Србија настао је тек почетком 19. века после стварања нове српске државе под Ђорђем Петровићем и Милошем Обреновићем, Србије, односно Кнежевине Србије, за разлику од неослобођеног дела некадашње (средњовековне) Старе Србије, која је и даље остала под турском влашћу, до 1877/78. године (једним, њеним северним, делом), односно до 1912. године, до коначног ослобођења. У време Првог српског устанка и касније до средине 19. века ове територије су називане Арнаутлуком због владавине албанских пашалара у овим крајевима. Као Арнаутлук Стара Србија је означена и у Начертанију Илије Гарашанина из 1844. године.
Први је овај термин употребио Вук Стефановић Караџић означавајући у свом Српском рјечнику из 1852. године Прилеп као град у Старој Србији, а као места настањена Србима наводи и Велес, Дебар и Тетово. На другом месту Вук пише да је Стара Србија она територија „нашега народа“ која је припадала српској држави пре турског освајања Балканског полуострва. Вук је свакако пре изласка Рјечника из штампе познавао термин Стара Србија. Још 1834. говорећи о Дебранима које је упознао на Цетињу Вук каже да се: „управо још не зна докле Срба има у Арнаутској и Маћедонији“. Ова два термина била су у општој употреби и нису била тачно дефинисана, Вук их колоквијално користи све до Рјечника када коначно усваја и уводи име Стара Србија. Већ 1854. јеромонах Гедеон Јосиф Јуришић (питање колико под утицајем Вука, а колико самостално) у књизи Дечански првенац користи термин Стара Србија и чак даје први пут њен територијални опсег. По њему Стара Србија обухвата нахије Новопазарску, Пећку, Призренску, Ђаковичку, Приштинску, Вучитрнску, Скопску, Врањску, Нишку и Лесковачку. То се отприлике поклапа са данашњом територијом Рашке области, Косова и Метохије и Северне Македоније до Кичева и Велеса на југу и Кочана на истоку (обухвата Куманово, Тетово, Скопље и Гостивар).
Касније, током 19. века, Стара Србија се као термин учврстила као ознака за земљу етничког језгра и центра Српске средњовековне државе. Територијално се поклапала са територијом краљевине Србије уз територије на југу, које су у саставу Србије биле у време владавине краља Милутина. Дакле области Старе Рашке, Косова, Метохије, слив Биначке Мораве и северно Повардарје са Скопљем до градова Охрида, Прилепа и Штипа на југу. У 19. веку та територија се налазила под турском влашћу омеђена на северу и западу границама слободних српских држава Србије и Црне Горе, а на југу и југоистоку границама српске Пећке архиепископије (пре 1346. године), односно јужним међама турског Скопског санџака (касније Косовског вилајета са седиштем у Приштини, односно у Скопљу).
Српска територијална потраживања од Турске током Српско-турских ратова (1876—1878) обухватала су Стару Србију, односно Косовски вилајет који се унеколико са њом поклапао. У периоду од 1885. до 1912. територија Старе Србије је добила коначни облик у смерницама српске спољне политике и обухватала је територију Косовског вилајета и северозападног дела Битољског вилајета. (Реканска каза, Прилепска каза, Дебарска каза и Кичевска каза). Јован Цвијић је Стару Србију коначно омеђио границама државе краља Милутина водећи се територијама које су европски географи 16-18. века означавали као Србију. Почетком 20. века, појам Старе Србије је проширен према областима данашње Северне Албаније, што је био плод стратешких и економских потреба Србије за изласком на море.

### Ослобођење Старе Србије
Током Првог балканског рата (1912—1913), целокупно подручје Старе Србије ослободиле су у јесен 1912. године војске Краљевине Србије и Краљевине Црне Горе. Након пораза на свим бојиштима, Османско царство је Лондонским мировним уговором од 30. маја 1913. године признало губитак својих европских поседа, осим самог Цариграда са непосредним залеђем. Према договору између Србије и Црне Горе, области око Прибоја, Пријепоља, Нове Вароши, Сјенице, Новог Пазара и Тутина, као и целокупна област Косова са јужном Метохијом припала је Краљевини Србији, док је област око Пљевља, Бијелог Поља, Берана, Рожаја, Пећи и Ђаковице припала Краљевини Црној Гори. Коначна гранична линија одређена је посебним споразумом између Србије и Црне Горе од 12. новембра 1913. године.

### У саставу Србије и Црне Горе
Наком ослобођења Старе Србије, пред државне власти Краљевине Србије и Краљевине Црне Горе поставило се питање о административном уређењу новоприкључених области. Тим поводом је у Београду и на Цетињу донет низ прописа и одлука, који су постепено увођене у живот, према општим приликама на терену.
Предлогом Закона о присаједињењу Старе Србије Краљевини Србији и о управи у њој из 1913. године била је предвиђена административна подела присаједињеног подручја на 12 округа са укупно 45 срезова. Према овом предлогу закона, који је Министарство унутрашњих дела упутило Народној скупштини, предвиђени су били окрузи: Битољски, Брегалнички, Звечански, Приштински, Кумановски, Охридски, Призренски, Пријепољски, Новопазарски, Скопски, Тетовски и Тиквешки. Закон није усвојен до краја Првог светског рата, већ је ступио на снагу тек регентовим указом 1919. године, када су ови крајеви коначно изједначени у правном погледу са старим областима Краљевине Србије.
На другој страни, државне власти на Цетињу су 1913. године донеле одлуку да део Старе Србије који је прикључен Црној Гори буде подељен на четири административне области, са центрима у Пљевљима, Бијелом Пољу, Беранама и Пећи.

### У саставу прве и друге Југославије
За време Краљевине СХС на овом простору је прво основана покрајина Јужна Србија. Она је укинута након доношења Видовданског устава 1921. године, када су укинути и окрузи, а уместо покрајина и округа на целој територији краљевине су формиране области. Године 1929, су уместо области основане бановине, које су постојале све до окупације Краљевине Југославије 1941. године. Највећи део Старе Србије припадао је Вардарској бановини.
Нако Другог светског рата, приликом утврђивања административне границе између федералних јединица у саставу нове Југославије (1945), одлучено је да Србији припадну срезови: Вучитрнски, Гњилански, Горски, Ђаковички, Качанички, Лапски, Метохијски, Митровачки, Нововарошки, Новопазарски, Подгорски, Подримски, Прешевски, Пријепољски, Приштински, Сјенички, Феризовачки, Шарпланински. Остали срезови на подручју старе Србије прикључени су федералним јединицама Црној Гори и Македонији.

## Култура Старе Србије
На простору старе Србије налазили су се познати српски средњовековни градови и дворци: Ново Брдо, Сврчин, Пауни, Неродимља, Штимље, Рибник код Призрена и други. Историјске државне престонице: Рас, Приштина, Призрен и Скопље. Седиште Пећке патријаршије од 1346. године и највећа достигнућа српске средњовековне културе оличена у манастирима Милешеви, Сопоћанима, Ђурђевим Ступовима, Пећкој патријаршији, Високим Дечанима, Грачаници, Богородици Љевишкој, Светим арханђелима код Призрена и великом низу српских задужбина око Скопља и Куманова, као што су Марков манастир, Андреаш, Псача, Свети Спас у Кучевишту код Скопља, Старо Нагоричино, Матејић и други.

## Стара Србија и Македонија
Између Старе Србије и Македоније као делова европске Турске није постојала формално одређена граница, нити је икада била и постављена.

### Разлике међу знаменитим ауторима
Српско поимање Старе Србије је у време пред Берлински конгрес приближно заокружено у границама Косовског вилајета. Простирање Македоније, међутим, остало је недефинисано или контрадикторно у дипломатским и публицистичким текстовима српског порекла све до 1906. године.
Забуни о простирању Македоније и Старе Србије код Срба кумовао је Владимир Карић уневши 1882. појам Српска Македонија у српску географску терминологију. Карић је јужну границу Старе Србије одредио на Шар-планини и коси Карадага док је области од ових планина на југ до реке Црне назвао Српском Македонијом (В. Карић, Српска земља, Београд, 1882, 118, 123–124).
Другог мишљења је био дипломата Милојко Веселиновић, он је 1887. Македонију сместио јужно од реке Црне, Битоља, Струмице и Демир Хисара а области северно од ове линије па до српско–турске границе обухватио Старом Србијом (М. Веселиновић, Географско–етнографски преглед Маћедоније и Старе Србије са картом, Братство, бр. 1, Београд, 1887, 190–191). Карићеву Српску Македонију Веселиновић је годину дана након употребе овог термина назвао Јужном Старом Србијом, за разлику од Северне која се простирала од Шаре и Качаника до српско–турске границе. Прилично подобан израз у смислу циљева српске спољне политике − Јужна Стара Србија ипак није заживео у речнику српске дипломатије оног времена али су Веселиновићеве границе Македоније и Старе Србије усвојене код каснијих аутора.
Јован Цвијић је на основу сопствених истраживања прихватио готово идентичну поделу две области назвавши Веселиновићеву Јужну Стару Србију Скопљанском Старом Србијом.